# Zuchwil
Zuchwil es una comuna suiza del cantón de Soleura, ubicada en el distrito de Wasseramt. Limita al norte con las comunas de Feldbrunnen-Sankt Niklaus y Riedholz, al este con Luterbach y Derendingen, al sur con Biberist, y al oeste con Soleura.